# Liste von Amphibienarten in Nordrhein-Westfalen
Die Liste der Amphibienarten in Nordrhein-Westfalen umfasst die Amphibienarten, die vom Arbeitskreis Amphibien und Reptilien Nordrhein-Westfalen dokumentiert wurden.

## Artenliste Amphibien

### Schwanzlurche(Urodela)
| Art             | Wissenschaftlicher Name | Bemerkungen | Bild |
| --------------- | ----------------------- | ----------- | ---- |
| Feuersalamander | Salamandra salamandra   |             |      |
| Bergmolch       | Triturus alpestris      |             |      |
| Kammmolch       | Triturus cristatus      |             |      |
| Fadenmolch      | Triturus helveticus     |             |      |
| Teichmolch      | Triturus vulgaris       |             |      |

### Froschlurche(Anura)
| Art                             | Wissenschaftlicher Name | Bemerkungen | Bild |
| ------------------------------- | ----------------------- | ----------- | ---- |
| Geburtshelferkröte              | Alytes obstetricans     |             |      |
| Gelbbauchunke                   | Bombina variegata       |             |      |
| Knoblauchkröte                  | Pelobates fuscus        |             |      |
| Erdkröte                        | Bufo bufo               |             |      |
| Kreuzkröte                      | Bufo calamita           |             |      |
| Wechselkröte                    | Bufo viridis            |             |      |
| Laubfrosch                      | Hyla arborea            |             |      |
| Moorfrosch                      | Rana arvalis Nilsson    |             |      |
| Springfrosch                    | Rana dalmatina          |             |      |
| Grasfrosch                      | Rana temporaria         |             |      |
| Kleiner Wasserfrosch            | Rana lessonae           |             |      |
| Seefrosch                       | Rana ridibunda          |             |      |
| Teichfrosch                     | Rana kl. esculenta      |             |      |
| Nordamerikanischer Ochsenfrosch | Lithobates catesbeianus | Neozoon     |      |